# Peep World
Peep World es una película estadounidense dirigida por Barry W. Blaustein y escrita por Peter Himmelstein. Esta comedia se estrenó el 25 de marzo de 2011 en Estados Unidos. Entre su reparto podemos encontrar a Michael C. Hall, Rainn Wilson, Sarah Silverman, Ben Schwartz y Judy Greer, entre otros.

## Reparto
- Lewis Black como El Narrador.[2]
- Ron Rifkin como Henry Meyerwitz.
- Lesley Ann Warren como Marilyn Meyerwitz.
- Ben Schwartz como Nathan Meyerwitz.
- Michael C. Hall como Jack Meyerwitz.
- Sarah Silverman como Cheri Meyerwitz.
- Rainn Wilson como Joel Meyerwitz.
- Kate Mara como Meg.
- Judy Greer como Laura.
- Stephen Tobolowsky como Ephraim.
- Taraji P. Henson como Mary.
- Alicia Witt como Amy Harrison.
- Octavia Spencer como Alison.
- Geoffrey Arend como Dr. Novak
- Guillermo Díaz como Jesús.
- Troian Bellisario como Film Set P.A.
- Deborah Pratt como Cassandra Williamson.
- Leslie Speight como Wizdom.
- Raja Fenske como Rajeev.

## Sinopsis
¿Qué le pasa a una familia rica y neurótica, cuando uno de ellos escribe en un libro todos sus secretos sucios? La familia Meyerwitz está a punto de averiguarlo, y el momento para ello no podría ser más horrible.
La familia Meyerwitz se prepara para el 70 cumpleaños del desagradable patriarca de la familia: Henry (Ron Rifkin). Peep World es escrito por el hijo más joven de la familia: Nathan (Ben Schwartz) y pone al descubierto todos los secretos familiares, haciendo un tremendo lío de todas sus vidas.
Jack (Michael C. Hall), el hijo mayor, está fracasando en su carrera laboral, abusa de sustancias ilegales, y encima ahora tiene que hacer lo imposible para convencer a su esposa, Laura (Judy Greer), de que algunos encuentros lujuriosos, descritos en el libro de Nathan, en realidad no eran cometidos por él.
La Hermana, Cheri (Sarah Silverman), es una victimista y aspirante a actriz, bailarina, escritora, cantante y compositora. Está tremendamente enfurecida al ver que el libro que ha escrito su hermano le está dando una mala reputación. Su solución: demandar a su hermano menor por difamación.
Mientras tanto, la oveja negra de la familia, Joel (Rainn Wilson), es un desastre y planea cambiar su vida a costa de su familia.
Marilyn (Lesley Ann Warren), la madre de la familia, divorciada de Henry, todavía le tiene rencor a su ex, y toda esta situación es aún más exagerada en las revelaciones de Peep World.
Por su parte, el famoso autor del libro, Nathan, se regodea de éxito gracias al alboroto de su familia, para gran disgusto de todos a su alrededor.
En el transcurso de 24 horas, esta familia se unen para celebrar una "cena familiar" que nunca olvidarán.

## Críticas
Peep World recibió críticas negativas, consiguiendo solo el 20% en Rotten Tomatoes.